# Charlotte Van den Broeck
Charlotte Van den Broeck (Turnhout, 29 juni 1991) is een Vlaams dichter en schrijver.

## Biografie
Van den Broeck studeerde taal- en letterkunde aan de Universiteit Gent en vervolgde met woordkunst aan het Koninklijk Conservatorium Antwerpen.
In 2013 stond ze in de top honderd van de Turing Gedichtenwedstrijd. Ze maakte deel uit van het Turnhoutse Collectief Dichterbij en van het losse samenwerkingsverband 10 op de Schaal van Dichter, dat in mei 2015 onder die naam een cd met poëzie op de markt bracht. In het Poëziebordeel van Vonk en Zonen, Ondernemers in de letteren, treedt zij van bij aanvang op als Lulu Wedekind. Ze toerde mee met Saint Amour 2015. In september 2015 sloot ze de 33ste Nacht van de Poëzie af in Utrecht en kon die hierdoor de volgende editie in september 2016 openen.
In januari 2015 debuteerde ze bij De Arbeiderspers met Kameleon, een bundel beeldende en verhalende gedichten. Op gedichtendag in januari 2016 kreeg ze hiervoor de Herman de Coninck Debuutprijs. 
In oktober 2016 verzorgde ze als jongste gastlandspreker ooit samen met Arnon Grunberg de opening van de Frankfurter Buchmesse. Begin 2017 verscheen met Nachtroer haar tweede dichtbundel die op het einde van dat jaar genomineerd werd voor de 24ste, en laatste, VSB Poëzieprijs. In 2019 werd de bundel bekroond met de Paul Snoekprijs.
Op 1 oktober 2019 verscheen haar prozadebuut Waagstukken bij De Arbeiderspers. Dit portret van dertien gezelfmoorde architecten werd bekroond met de Confituur Boekhandelsprijs 2020. In september 2020 werd het boek genomineerd voor de Boekenbon Literatuurprijs en in 2021 viel het boek de Dr. Wijnaendts Francken-prijs ten deel.
In september 2020 publiceerde Van den Broeck het boek Woorden temmen: van kop tot teen, in samenwerking met de Nederlandse poëziecriticus Jeroen Dera.
In 2023 werd haar de Jonge Veer toegekend. 
In 2025 schreef Charlotte Van den Broek het geschenk van de Poëzieweek, Plakboel.